# Hans Wolf Muschallik
Hans Wolf Muschallik (* 4. Juni 1911 in Bismarckhütte, Oberschlesien; † 27. Juni 1995 in Düsseldorf) war ein deutscher Internist und Standespolitiker.

## Leben
Muschallik wuchs in Krefeld auf und studierte Medizin in Freiburg, Jena, München und Köln. In Köln  bestand er das 1936 das Staatsexamen und wurde er zum Dr. med. promoviert. Bis 1938 war er als Assistent in der Pathologie der Universität zu Köln tätig und wechselte dann an das Bergmannsheil in Bochum.
Von 1941 bis 1945 diente Muschallik im Heer (Wehrmacht), davon dreieinhalb Jahre an der Front, unter anderem als Regimentsarzt in Stalingrad.
Nach Kriegsende ließ er sich als Internist in Köln nieder. 1950 war er Mitbegründer des Verbandes der niedergelassenen Nicht-Kassenärzte (des heutigen NAV-Virchow-Bundes) und bis 1953 dessen Erster Vorsitzender. Von 1952 bis 1957 war Muschallik Vizepräsident der Ärztekammer Nordrhein und Vorstandsmitglied der Bundesärztekammer. 1961 wurde er Vorsitzender der Kassenärztlichen Vereinigung Nordrhein, 1968 Zweiter und 1969 bis 1985 Erster Vorsitzender der Kassenärztlichen Bundesvereinigung. 1972 gründete er das Zentralinstitut für die kassenärztliche Versorgung.

## Ehrungen
- Eisernes Kreuz II. und I. Klasse
- Verwundetenabzeichen in Silber
- Verdienstorden der Bundesrepublik Deutschland, Großes Verdienstkreuz (1972)
- Verdienstorden der Bundesrepublik Deutschland, Großes Verdienstkreuz mit Stern (1976)
- Paracelsus-Medaille (1986)
- Verdienstorden des Landes Nordrhein-Westfalen (1993)[1]
- Großes Bundesverdienstkreuz mit Stern und Schulterband (1985)